# Сигел, Роберт
Роберт Сигел (англ. Robert D. Siegel; род. 12 ноября 1971, Нью-Йорк) — американский сценарист, режиссёр и актёр. Известен как автор сценария к фильму «Рестлер» (2008), получившего премию «Золотой лев» на Венецианском кинофестивале и две номинации на «Оскар».

## Фильмография

### Как сценарист
- 2017 — Круиз
- 2016 — Основатель
- 2013 — Турбо
- 2009 — Большой фанат
- 2008 — Рестлер
- 2008 — Луковые новости

### Как режиссёр
- 2017 — Круиз
- 2009 — Большой фанат

## Награды и номинации
- 2010 — За фильм «Большой фанат». Премия Джона Кассаветеса за лучший фильм, снятый за $ 500 тыс. на фестивале «Независимый дух».
- 2009 — За фильм «Большой фанат». Блогерская премия международного кинофестиваля «2morrow/Завтра» (Москва)[2]
- 2009 — За фильм «Большой фанат». Премия за «режиссерский прорыв» кинофестиваля Gotham Awards
- 2009 — За фильм «Рестлер». Номинация на премию Гильдии сценаристов США за лучший оригинальный сценарий[3]